# 奧町站
奧町站（日语：／ Okuchō eki */?）是位於愛知縣一宮市奥町南目草，名古屋鐵道（名鐵）的尾西線車站。車站編號為「BS23」。

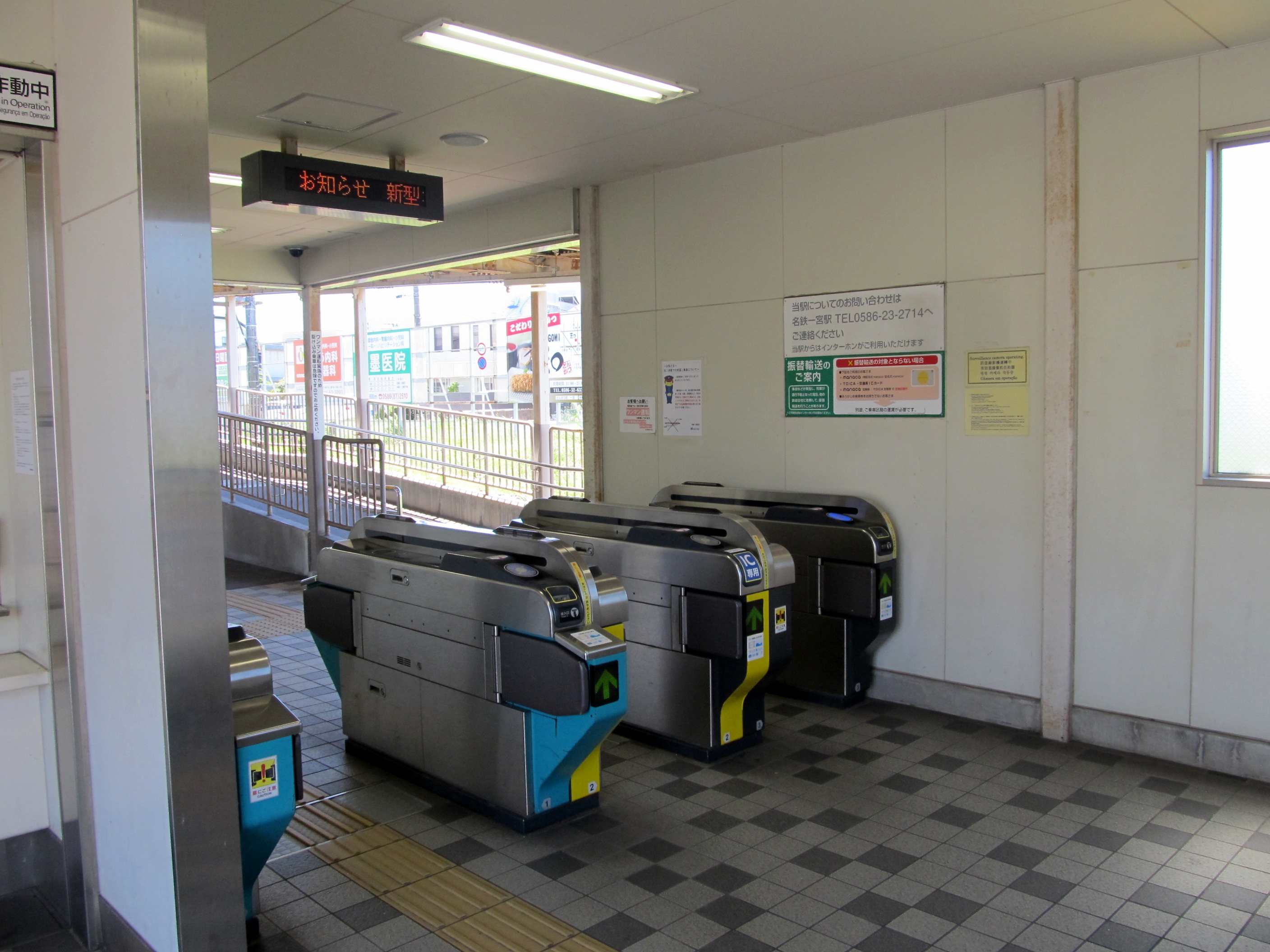
驗票口(2022年7月)

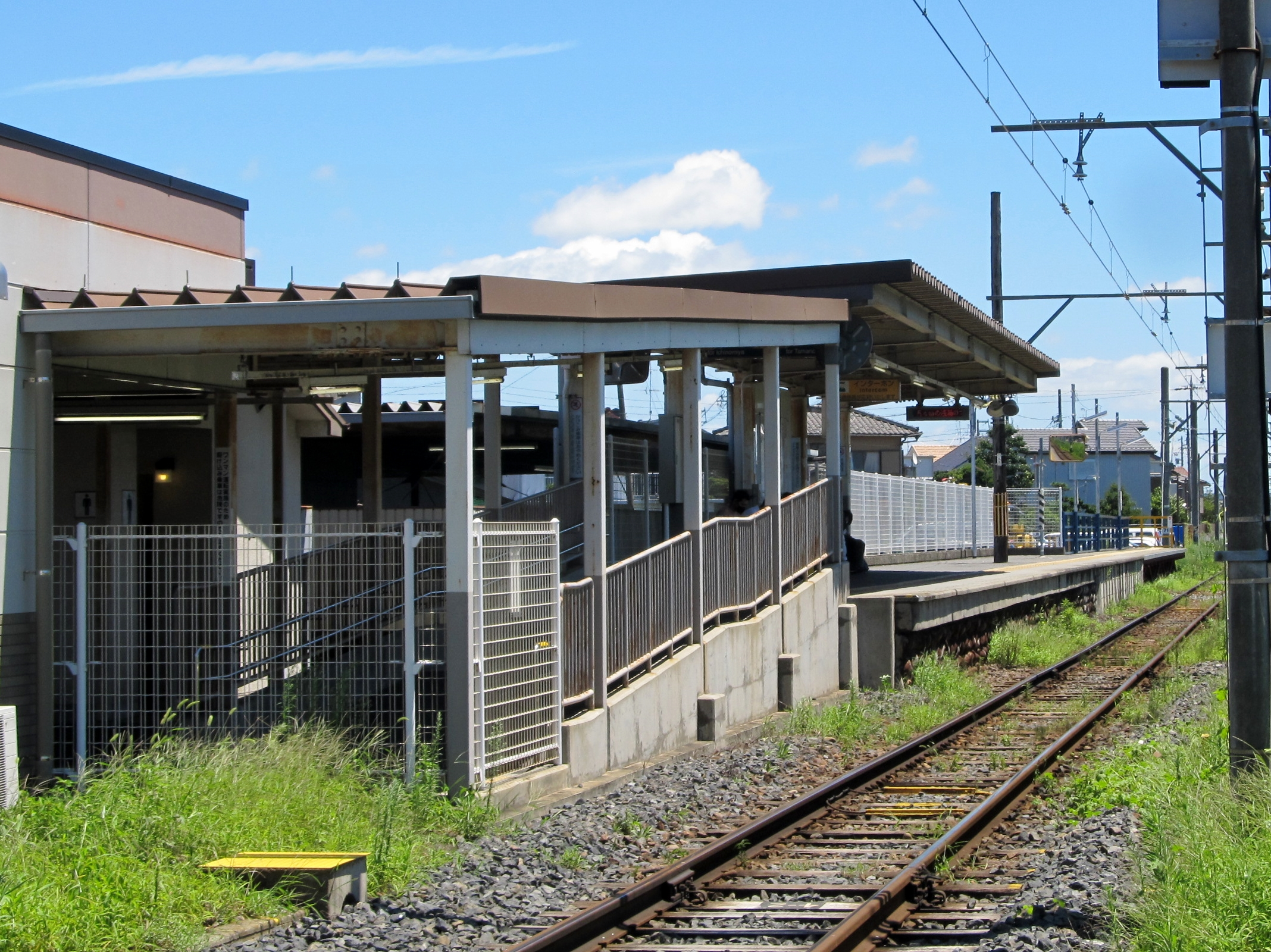
月台(2022年7月)

## 歷史
- 1914年（大正3年）8月4日 - 車站啟用。
- 1944年（昭和19年）3月21日 - 此站至木曾川港之間暫停營業。
- 1951年（昭和26年）12月28日 - 此站至玉之井站之間重開。
- 1962年（昭和37年）度 - 終止貨物業務[2]。
- 1968年（昭和43年）5月12日 - 開設從新名古屋出發，經津島前往玉之井的特急班次，此站成為特急停車站。
- 1969年（昭和44年）7月6日 - 在時間表修正下，上述特急變為準急，此站成為準急停車站。
- 1970年（昭和45年）12月25日 - 在時間表修正下，除了部分列車外，其他列車均為普通列車。
- 2007年（平成19年）8月8日 - 成為無人車站[3]。同時引入「Tranpass」。
- 2011年（平成23年）2月11日 - 車站可以使用「manaca」IC卡。
- 2012年（平成24年）2月29日 - 車站不再可以使用「Tranpass」。

## 車站構造
本站是地面車站，設有1面1線的單式月台。月台全長85米，可容納4卡列車。車站大樓位於靠近玉之井一方。此站曾在部分時段設有車站當值。在2007年8月起引入Tranpass後成為無人車站。

### 配線圖
| ← 玉之井方向    | 奧町站 站內配線略圖 | → 一宮方向 |
| 图例 参考文献： |                     |            |

## 利用狀況
- 在中提及在2013年度，當時1日平均上下車人次為4,394人，為名鐵所有車站（275站）排名第98，尾西線（22站）中排名第3[6]。
- 在中提及在1992年度，當時1日平均上下車人次為3,205人，為除岐阜市內線均一車費區間內各站（岐阜市內線、田神線、美濃町線徹明町站至琴塚站之間）外名鐵所有車站（342站）中排名第132，尾西線（23站）中排名第5[7]。
- 在《愛知統計年鑑》中，於2010年度的1日平均乘車人次為1,989人。

## 車站周邊
- 愛知縣一宮市政廳奧町出張所
- 愛知縣立木曾川高等學校（日语：愛知県立木曽川高等学校）
- 愛知縣一宮市立 奥中學
- 愛知縣一宮市立 奥小學
- 上林紀念醫院（日语：上林記念病院）
- 一宮市循環巴士 i-巴士（日语：i-バス）尾西北路線「奧町站」巴士站
- 奧町郵局
- 奧城（日语：奥城 (尾張国)）址
- Omron Amusement株式會社 （页面存档备份，存于）（日語）

## 相鄰車站
名古屋鐵道
 尾西線
開明（BS22）－奧町（BS23）－玉之井（BS24）

## 註腳
1. ↑   (PDF). 名古屋鉄道.   [2020-11-27]. （原始内容存档 (PDF)于2021-01-22） （日语）.
2. ↑  名古屋鉄道広報宣伝部（編）. . 名古屋鉄道. 1994: 340 （日语）.
3. ↑  寺田裕一. . Neko出版. 2013: 257. ISBN 978-4777013364 （日语）.
4. ↑  一宮市議會定例會，1999年9月9日
5. ↑  電氣車研究會，《鐵道畫刊》通卷第816號 2009年3月 臨時增刊号 「特集 - 名古屋鉄道」，卷末折込「名古屋鉄道 配線略図」
6. ↑  名鐵120年史編纂委員會事務局（編）. . 名古屋鐵道. 2014: 160–162 （日语）.
7. ↑  名古屋鐵道廣報宣傳部（編）. . 名古屋鐵道. 1994: 651–653 （日语）.

## 外部連結
- 奧町 - 名古屋鐵道